# Il romanzo di Kheops - L'inferno del giudice
L'inferno del giudice (La Pyramide assassinée) è il primo volume della trilogia Il romanzo di Kheops, scritta da Christian Jacq. Il libro è stato pubblicato in Francia nel 1993, e in Italia cinque anni dopo.

## Trama
A Giza, cinque loschi individui raggiungono la piana della grande necropoli, dove si trovano la Sfinge e le Piramidi: sbarazzatisi dei cinque guardiani veterani a guardia delle mura di cinta, gli intrusi entrano nei sotterranei della piramide di Cheope e superano l'arduo labirinto che li porta nella camera bassa; raggiunto il sarcofago di Cheope, rubano tutti i tesori dalla mummia, ma soprattutto un astuccio contenente il testamento degli dèi, un testo in virtù del quale il faraone legittima il suo regno, quindi escono dalla piramide e si separano.
In un villaggio della zona di Tebe vive intanto il giovane giudice provinciale Pazair, insieme al suo cane Bravo e al suo asino Vento del Nord. Il giovane viene raggiunto dal suo maestro, il saggio medico Branir, che gli comunica che l'allievo è destinato a Menfi per succedere a un magistrato defunto. Giunto alla città dalle bianche mura, Pazair riesce a risolvere una disputa tra Qadash, un dentista di origine libiche e l'ortolano Kani, accusato di furto; il giovane convince Qadash a risarcire Kani, il che porta una notevole riconoscenza da parte di quest'ultimo, ma anche un notevole astio da parte del libico. Pazair fa anche la conoscenza di Neferet, una ragazza sua coetanea anch'ella un'allieva di Branir, la quale porta sempre con sé la sua scimmietta Birba e aspira a diventare curatrice. L'ascesa di Neferet è però fortemente ostacolata dall'estetista Nebamon, donnaiolo dal grande fascino nonostante la sua età avanzata, e che sembra disprezzare la giovane per aver dato consigli (a detta sua) sbagliati a una dama di nome Silkis, moglie del siriano Bel-Tran, miglior produttore di papiri di Menfi; per portare Neferet a rinunciare alla sua ascesa nel campo della medicina, Nebamon la mette alla prova rifilandole una serie di numerosi malati difficili da guarire, cosa che però la giovane, iniziata nel santuario di Mut e Sekhmet a Tebe, aiutata da un giovane assistente e favorita dai suoi studi, supera senza troppi problemi e si guadagna così la reputazione di medico.
Poco dopo, Pazair viene convocato dal capo della polizia Mentmose, e viene a sapere che il capo delle guardie della sfinge di Giza, un veterano ben noto, è stato sostituito, ma il rapporto non indica alcuna colpa. Tra i conoscenti vi è Kem, un poliziotto nubiano dal naso di legno e che va sempre in giro con il suo babbuino Uccisore, e che si allea con Pazair per scoprire cosa è successo al suo collega. L'investigazione parte dal corpulento Denes, padrone di magazzini, e dall'imponente moglie Nenofar, intendente delle stoffe del palazzo e ispettrice del Tesoro, ma Pazair riesce solo ad attirare le loro ostilità in quanto accusa marito e moglie di dazi eccessivi sulle operazioni di scarico. Delusi, i due si dirigono a un quartiere povero della città, dove vive la vecchia moglie del capo delle guardie; questa rivela che suo marito è stato ucciso, ma tace per mano delle minacce di alcuni soldati e ignora dove egli sia inumato. Pazair tenta poi invano di parlare con Asher, un generale egizio che nomina i veterani agli incarichi onorifici, ma un archivista gli confida che il veterano dirigeva un reparto di quattro uomini, che il giovane magistrato dovrà interrogare: due si sono trasferiti nel Delta, e gli altri due nella regione tebana. Pazair inizia dunque dal Delta, ma uno dei veterani pare sia deceduto da tempo di vecchiaia, e anzi il giudice viene a sapere dal sindaco che tutti i quattro veterani sono morti (per un incidente, stando a un documento di Asher). Durante il viaggio verso Tebe, dove i due sono ancora pedinati dagli agenti del diffidente Mentmose, Pazair viene raggiunto da Suti, suo vivace amico d'infanzia: quest'ultimo è fuggito dalla scuola degli scribi di Menfi dopo aver organizzato una festicciola che ha disturbato i sorveglianti, e ora è stato sedotto da una certa Sababu, proprietaria della casa della birra; per evitargli problemi, e anche per inculcargli un poco di disciplina, il giudice porta l'amico a unirsi all'esercito. A Tebe, Pazair e Kem vengono a sapere che il fornaio, un altro dei veterani, si è arso vivo nel proprio forno (in realtà ivi gettatovi da un inghiottitore di ombre che agisce nell'oscurità). Resta dunque un solo veterano, ma siccome continuare le indagini metterebbe in pericolo la vita di quest'ultimo, i due decidono di restare a Tebe; lì, Pazair rivede Kani, che ora coltiva erbe medicinali sotto le dipendenze dell'intendente del tempio, e lo incarica di indagare sul veterano sopravvissuto, nella speranza che egli lo trovi senza che gli assassini, tra cui l'inghiottitore di ombre, si insospettiscano.
Nel frattempo, Suti viene reclutato nell'esercito in Asia come arciere al fianco di un ufficiale carrista: la missione dell'esercito è sconfiggere il capo libico Adafi, una sorta di profeta sostenuto da due principi asiatici e dai beduini. In poco tempo, Suti si fa valere facendo fuori numerosi beduini, ma resta solo dopo la morte del carrista, e viene poi derubato da alcuni selvaggi; solo e senz'armi, viveri e acqua, il giovane tenta di raggiungere i reparti di Asher, ma si trova ad assistere da poco lontano alla tortura e all'esecuzione di un soldato egiziano per mano del generale. Viene in seguito catturato e gettato in cella dalla polizia del deserto, ma riesce poi a riabilitarsi e reintegrarsi nell'esercito; si fa valere durante l'assalto a un fortino asiatico, durante il quale prende prigioniera una splendida libica di nome Pantera, dall'aspetto selvatico, e viene premiato per i suoi servigi con una mosca d'oro e la nomina a tenente. Dopo aver fatto conoscenza con la libica, con la quale finisce d'invaghirsi, il giovane sale sul carro insieme a lei, per riesumare lungo la strada il suo tenente ucciso dai beduini perché possa portarlo in Egitto, ma i due vengono attaccati da un orso, che Suti uccide col suo arco al prezzo di gravi ferite.
Per Pazair intanto le cose si fanno però molto problematiche: deve infatti vedersela con un'indagine che si fa sempre più complicata, con Mentmose che continua a farlo spiare perché diffida di lui, con la gerarchia che intende schiacciarlo per mantenere i propri privilegi fregandosene della giustizia, con una sorta di cospirazione che comprende l'inghiottitore di ombre (che avrebbe già ucciso uno dei veterani), e con alcuni problemi che affliggono l'Egitto, tra cui una piena incerta. In quel momento, Suti e Pantera ritornano, col primo che viene mandato in un ospedale militare dove viene curato da Neferet dopo una lunga operazione, e l'altra che viene assegnata come bracciante di una grande proprietà agricola. Guarito, Suti inizia a spiare Asher, in quanto lo considera un traditore e un sabotatore dell'esercito egiziano. Mentre Bel-Tran viene nominato tesoriere principale dei granai, Pazair, grazie alle informazioni di Kani, raggiunge a Menfi un traghettatore, che si rivela essere l'ultimo veterano superstite delle guardie della Sfinge; questi confessa che lui e un suo compagno avevano visto un loro commilitone venire ucciso da una donna nuda, ma nessuno ha detto niente per evitare grane. Pazair ordina a Kem di tener d'occhio il traghettatore, ma il nubiano sceglie invece Pazair perché l'altro non corra rischi inutili. L'inghiottitore di ombre, che assisteva alla traversata, raggiunge però il veterano, lo interroga e poi lo strangola e lo getta nel Nilo, facendo passare l'omicidio per un incidente.
Suti e Pantera, che sviluppano un rapporto amoroso, iniziano intanto a spiare anche il chimico Sheshi, il dentista Qadash e la principessa Hattusa, la figlia dell'imperatore ittita Hattusili. Viene appurato che i tre sono cospiratori stranieri manipolati da Asher: il primo è un beduino di origine siriane, e in qualità di chimico si dedica a ricerche insolite, Qadash è un libico che si dedica a danze lubriche con i suoi compatrioti, e Hattusa odia Ramses e tutto l'Egitto perché il Faraone le ha impedito di prendere il controllo del paese. Il dentista colleziona inoltre amuleti, di cui il suo predecessore se ne interessava tanto che ne rubava non pochi da una fabbrica e poi li vendeva, finché è stato denunciato e licenziato dal proprio successore Qadash, che per giunta è accusato di furto di rame purissimo dal laboratorio di Sheshi. Pazair e Suti visitano il laboratorio del chimico, che scoprono ricco di lingotti di ferro, in realtà di meteoriti; con questi i sacerdoti della Casa della Vita costruiscono le corde metalliche di cui si serve il Faraone per salire in cielo, e fabbricano un'accetta della mummificazione, portata poi a Karnak. All'arrivo di Sheshi, questi viene accusato di furto, ricettazione e ostruzionismo al buon andamento di un'inchiesta, ma l'interrogatorio si conclude con la facoltà di non rispondere, al che Iarrot, il cancelliere che assiste Pazair, è obbligato a montare la guardia; al suo ritorno, Pazair scopre che Iarrot ha liberato Sheshi su ordine di Mentmose, che ha dichiarato nulla la procedura e nascosto il libico fuori dalla portata di un magistrato; servirà dunque un tribunale, presieduto da Pazair in persona e al quale parteciperanno Mentmose, Suti, Qadash, Denes e Asher, più Bel-Tran come giurato.
Al processo, Suti parla per primo ed espone le sue prove e accuse, affermando di aver visto Asher torturare e uccidere un soldato egiziano; respingendo le accuse, Asher afferma di aver mandato tre esploratori, ma poiché uno di loro è scomparso, si ritiene che sia il soldato ucciso. Qadash viene imputato di furto di rame nel laboratorio militare di Sheshi, in quanto quest'ultimo in persona lo aveva informato della presenza di quel metallo. Il chimico confessa invece di essere un beduino, e non un menfita, e opera per l'esercito in un laboratorio di ricerche per perfezionare l'armamento egiziano, ma in realtà lavora di giorno in un laboratorio del palazzo e di notte in un'officina nascosta all'interno di una caserma; Asher è suo intimo conoscente, fin dalle prime campagne in Asia, ed era rimasto stregato dalle sue abilità da chimico tanto da facilitargli l'ingresso in terra egizia, mascherare il suo passato e dargli una carriera nel campo degli armamenti. Pazair aggiunge anche l'inchiesta della morte dei cinque veterani: il capo delle guardie e i suoi due commilitoni nel Delta sono morti prima di andare in pensione, mentre gli altri due, nella regione tebana, sono morti per circostanze in realtà sospette che fanno pensare a un omicidio. L'ultimo veterano rimasto in vita parlava dell'assalto alla sfinge, condotto da vari uomini e una donna che parlavano tutti una lingua straniera. Per provare che Asher sia non solo un traditore, ma anche uno degli assalitori della sfinge, il generale viene rinchiuso nella caserma di Menfi, mentre viene mandata una spedizione nel deserto sul sito dell'accaduto nella speranza di trovare il cadavere da inumare: tale spedizione andrà però a vuoto, in quanto nessuno riesce a trovare il cadavere dell'esploratore. Nonostante il fallimento temporaneo, il processo fa scalpore per via del rigore di Pazair, che ha denunciato la scomparsa dei veterani e il furto del ferro celeste. Il processo continua il giorno successivo, e anche se ormai i fatti non sussistono, l'inchiesta è prolungata a causa della permanenza della testimonianza di Suti nonostante Asher non venga considerato traditore e criminale.
Pazair e Neferet si godono il loro matrimonio e vanno a vivere nella casa di lei, con la benedizione di Branir. Quella stessa notte, però, Pazair riceve un messaggio e corre subito a casa del suo maestro, ma una volta giuntovi lo vede a terra, ucciso da una spilla di madreperla infilzata nel collo. Subito la polizia di Mentmose irrompe e arresta Pazair, il quale viene spedito in un posto lontano, ufficialmente in missione speciale in Asia in relazione con l'affare Asher. Neferet rimane sconvolta nell'apprendere il tutto, ma si rincuora nel sapere che Suti è alla ricerca dell'amico.

## Personaggi
- Pazair: protagonista della serie, alto, magro, dall'età di ventun anni. Inizia la sua carriera come governatore di poco conto, ma il suo notevole senso di giustizia gli varrà la promozione a gerarchie più alte, fino ad elevarlo a visir di Menfi, capitale del regno d'Egitto. Verrà però insospettito dal cambio di una guardia, episodio che, nonostante a prima vista sia una cosa come tutte le altre, sarà in realtà una maschera per nascondere un complotto contro il Faraone. È assistito da Bravo, un incrocio tra un levriero e un cane selvatico, e Vento del Nord, un asino estremamente testardo.
- Ramses II: il Faraone d'Egitto, nominato come Ramses il Grande. È vicino alla sua festa della rigenerazione, ma scoprirà che il suo testamento degli dei è stato rubato e trafugato.
- Neferet: bionda, figlia unica di un fabbro e di una tessitrice, porta sempre con sé la sua scimmietta Birba. Aspira a diventare un medico, ed è allieva del saggio Branir.
- Suti: affascinante e coraggioso guerriero, capelli lunghi e azzurri, grande amico e fratello di sangue di Pazair e allegrone del suo villaggio.
- Kem: è poliziotto nubiano. In passato si arruolò insieme a molti connazionali tra gli arcieri egiziani, ma poi tentò invano di denunciare un traffico d'oro tra degli ufficiali; uccise uno di loro, il suo superiore, e fu punito col taglio del naso, motivo per cui quello che tiene ora è di legno dipinto, ma fu comunque riconosciuto per la sua lealtà e messo tra le file della polizia di Menfi un anno prima dell'inizio delle vicende della trilogia. Va sempre in giro con il suo babbuino Uccisore.
- Bel-Train: un noto e abile finanziere, tarchiato e dai capelli neri. Vive con la moglie Silkis, una donna grassa che si sottomette volentieri al marito.
- Branir: un vecchio saggio e abile medico, maestro di Pazair e Neferet. È il figlio di un fabbricante di parrucche, ed è diventato pittore, scultore e disegnatore, e infine medico dopo aver salvato un tagliapietre.
- Nebamon: un medico sessantenne ma sempre affascinante e un gran donnaiolo. Aspira a diventare capo medico, cosa che lo porterà a diventare acerrimo rivale di Neferet, verso cui prova un invero amore non corrisposto.
- Iarrot: è il cancelliere di Menfi, grasso, paffuto, ultraquarantenne. È il padre di una bambina, la cui educazione da impartire è causa di tutti i suoi litigi con la moglie.
- Qadash: un dentista di origini libiche, sessantenne, alto e dalla capigliatura bianca. Appare inizialmente gestendo un podere, ma in seguito sarà dedito a festicciole di fertilità.
- Kani: un ortolano, diventato mandriano per causa di Qadash. Salvato da Pazair, diventerà un responsabile e poi il sommo sacerdote del tempio di Karnak, e alleato prezioso del suo salvatore.
- Denes: è un trasportatore e padrone di un magazzino, cinquantenne corpulento e barba bianca. È abituato a farsi ungere di olio fine da uno dei suoi servitori.
- Nenofar: moglie di Denes, alta e imponente. Ama vestirsi sempre all'ultima moda ed è abile nella tessitura.
- Sheshi: un chimico beduino di origine siriana, di bassa statura ma abile nella sua arte.
- Mentmose: capo della polizia di Menfi, piccolo, grasso, scapolo e (ufficialmente) con una notevole reputazione.
- Asher: generale egiziano, piccolo ma muscoloso, con una cicatrice che va dalla spalla all'ombelico, e noto per la sua spietatezza.
- Bagey: visir dell'Egitto, alto, ingobbito e dagli occhi azzurri.
- Djui: il mummificatore ufficiale.
- Sababu: una prostituta. Suo padre era un giudice di campagna, e dopo la sua morte ella si è trasferita a Menfi, finendo come prostituta pagata per ottenere notizie confidenziali.
- Hattusa: capo dell'harem di Tebe, è stata moglie di Ramses, come narrato ne Il romanzo di Ramses - L'ultimo nemico, ma è estremamente impopolare e spesso accusata di stregoneria.
- Adafi: un capo libico, si atteggia come profeta di un dio vendicatore, ed è sostenuto da due principi asiatici e dai beduini.
- Pantera: una libica estremamente attraente, dai capelli biondi e gli occhi di brace. È figlia di un guerriero sopravvissuto a un colpo di spada alla testa (guadagnandosi dunque l'appellativo di "ammazzato vivente"), per poi diventare agricoltore. Nonostante disprezzi l'Egitto in quanto artefice delle umiliazioni del suo popolo, aiuterà Suti a sopravvivere al deserto, instaurando un rapporto amoroso.

## Edizioni
- Christian Jacq, Il romanzo di Kheops - L'inferno del giudice, traduzione di Francesco Saba Sardi, Mantova, Mondadori, 1998,  p. 404, ISBN 978-8804452768.

- Christian Jacq, Il romanzo di Kheops - L'inferno del giudice, traduzione di Francesco Saba Sardi, Oscar Best Sellers, Mantova, Mondadori, 1999, ISBN 978-8804464877.